# 小川勝広
小川 勝広（おがわ かつひろ、1967年1月1日 - ）は、日本の映画プロデューサー。東北芸術工科大学・デザイン工学部・映像学科/特別講師、京都造形芸術大学・芸術学部・映画学科/非常勤講師。大阪府大阪市出身。大阪府立今宮高等学校 関西外国語大学卒業。

## フィルモグラフィ
- 1989年
  - 「どついたるねん」 阪本順治監督/制作部
  - 「帝都大戦」一瀬隆重監督/制作部
  - 「稲村ジェーン」桑田佳祐監督/制作部
- 1990年
  - 「鉄砲玉ぴゅ～」高橋伴明監督/制作部
  - 「つぐみ」市川準監督/制作部
  - 「あの夏いちばん静かな海」北野武監督/制作部
- 1991年
  - 「ワールドアパートメントホラー」大友克洋監督/制作主任
  - 「卒業旅行 日本から来ました」金子修介監督/制作主任　制作協力　APSバンコク
  - 「獅子王たちの夏」高橋伴明監督/制作主任
- 1992年
  - 「ソナチネ」北野武監督/制作部
  - 「夏の庭」相米慎二監督/制作主任
- 1993年
  - 「僕が病気になったわけ」大森一樹監督/鴻上尚史 監督/渡邊孝好監督
  - 「ありふれた愛に関する調査」榎戸耕史監督/制作主任
- 1994年
  - 「愛の新世界」高橋伴明監督/制作主任
  - 「四姉妹物語」本田昌広監督/制作主任

- 1995年
  - 「勝手にしやがれ」黒沢清監督/制作主任
  - 「That'sカンニング」菅原浩志監督/制作担当
  - 「東京の上海人」　上海メディアグループ製作　主演　陳道明（チェン・ダオミン）　葛優（『さらば、わが愛/覇王別姫』）/制作担当
- 1996年
  - 「D坂の殺人事件」実相寺昭雄監督/制作担当
  - 「ぼくは勉強ができない」山本泰彦監督/制作主任
- 1997年
  - 「うつつ」 当摩寿史監督/制作担当
  - 「Lie lie Lie」 中原俊監督/制作主任
  - 「狼の眼」 細野辰興監督/制作担当
  - 「極道修行」 　韓国サイダスフィルム製作　キム・サンジン監督/制作担当
- 2000年
  - 「光の雨」高橋伴明監督/制作担当
  - 「仄暗い水の底から」中田秀夫監督/制作担当
  - 「棒たおし!」前田哲監督/制作担当
  - 「裏ゼニ学」金田敬監督/制作担当
  - 「桃源郷の人々」三池崇史監督/制作担当
- 2002年
  - 「MOON CHILD (映画)」瀬々敬久監督/プロダクションマネージャー
  - 「鉄人28号」冨樫森監督/制作担当
  - 「THE JUON」ハリウッド版　製作サム・ライミ監督清水崇主演サラ・ミシェル・ゲラー/プロダクションマネージャー

## プロデューサー作品
- 1999年
  - 「GUNDAM Mission to the Rise」大友克洋監督/プロデューサー
  - G.R.M. THE RECORD OF GARM WAR（ガルム戦記）押井守監督/アシスタントプロデューサー（バンダイビジュアルデジタルエンジン研究所）
  - 「AVALON」押井守監督/アシスタントプロデューサー　制作協力　ポーランド　artshop社　ワルシャワ国立フィルハーモニー管弦楽団
  - 「完全なる飼育」西山洋市監督/プロデューサー
- 2002年
  - 「パートタイム探偵2」三池崇史監督/プロデューサー
- 2004年
  - 「ヒナゴン」渡邊孝好監督/プロデューサー
- 2005年
  - 「海と夕陽と彼女の涙」太田隆文監督/プロデューサー
- 2006年
  - 「天まであがれ」横山一洋監督/プロデューサー
  - 「アンダーグランド＠TOKYO」（少年ナイフ他）フランカ・ポテンテ（ジェイソン・ボーンシリーズ「ボーン・アイデンティティー」）監督/CO-Producer
- 2007年
  - 「黒帯 KURO-OBI」長崎俊一監督・西冬彦アクション監督/プロデューサー
- 2008年
  - 「ブタがいた教室」前田哲監督/企画・プロデューサー
- 2009年
  - 「クヒオ大佐」吉田大八監督/製作委員会・メディアファクトリー
  - 「蘇りの血」豊田利晃監督/製作委員会・メディアファクトリー
  - 「罪とか罰とか」ケラリーノ・サンドロヴィッチ監督/製作委員会・メディアファクトリー
- 2010年
  - 「乱暴と待機」冨永昌敬監督/企画・プロデューサー・製作委員会・メディアファクトリー

2008年～2011年
株式会社メディアファクトリー（リクルートの100％子会社、現KADOKAWAに吸収合併）に在籍。
- 2011年
  - 「KG カラテガール」木村好克監督・西冬彦アクション監督/プロデューサー
  - 「サルベージ・マイス」田﨑竜太監督/プロデューサー
- 2012年
  - 「道〜白磁の人〜」高橋伴明監督/プロデューサー　制作協力　韓国CJエンターテインメント
- 2013年
  - 「琉球バトルロワイアル」岸本司監督/プロデューサー
- 2014年
  - 「ハイキック・エンジェルス」横山一洋監督/プロデューサー
- 2015年
  - 「ワカコ酒」season1　湯浅弘章　久万真路　千村利光　岩渕崇監督/企画・プロデューサー
- 2019年
  - 「MAGI天正遣欧少年使節」Amazon Prime Video製作 長崎俊一監督/鎌田敏夫脚本/ラインプロデューサー　制作協力　スペイン　b-mount Film
- 2020年
  - 「嵐電」京都芸術大学製作　鈴木卓爾監督/ラインプロデューサー

・2023年
　　　「サンクチュアリ -聖域-」　Netflix製作　江口カン監督/金沢知樹脚本/ラインプロデューサー